# Daberkow
Daberkow er en by og kommune i det nordøstlige Tyskland, beliggende i Amt Jarmen-Tutow i den nordvestlige del af Landkreis Vorpommern-Greifswald. Landkreis Vorpommern-Greifswald ligger i delstaten Mecklenburg-Vorpommern. Ind til 31. december 2004 var kommunen en del af Amt Tutow.

## Geografi
Daberkow er beliggende 10 kilometer syd for Jarmen og 19,5 kilometer sydøst for Demmin. I den sydvestlige del af kommunen løber vandløbet Tollense.
I kommunen ligger landsbyerne:
- Daberkow
- Hedwigshof
- Wietzow

### Nabokommuner
Mod nord ligger Völschow, mod øst Bartow, mod sydvest Golchen, mod vest Alt Tellin, og mod nordvest byen Jarmen.

## Eksterne kilder og henvisninger
- Wikimedia Commons har flere filer relateret til Daberkow
- Byens side Arkiveret 25. april 2017 hos  Wayback Machine på amtets websted
- Befolkningsstatistik Arkiveret 25. april 2017 hos  Wayback Machine